# Pomnik bitwy pod Lutynią
Pomnik bitwy pod Lutynią – poniemiecki pomnik upamiętniający bitwę pod Lutynią stoczoną w dniu 5 grudnia 1757 roku.

## Lokalizacja
Znajduje się pomiędzy wsiami Lutynia a Błonie w gminie Miękinia w województwie dolnośląskim, w pobliżu historycznego pola bitwy. 

## Historia
Pomnik został odsłonięty w 1854 roku. Zniszczony w 1945 roku. W 2011 roku odrestaurowany.